# Edgar Vásquez
Edgar Manuel Vásquez Vela (Lima, 29 de noviembre de 1975) es un economista y político peruano. Fue ministro de Comercio Exterior y Turismo del 18 de diciembre de 2018 hasta el 15 de julio de 2020 durante el Gobierno de Martín Vizcarra.

## Biografía
En 2014 se tituló como economista en la Universidad Ricardo Palma. Cuenta con un diplomado en actualización económica por la Pontificia Universidad Católica del Perú.
Ha laborado tanto en el sector público como en el privado. En el sector público empezó como funcionario del Ministerio de Comercio Exterior y Turismo del Perú (Mincetur) en el 2003, cuando formó parte de la Oficina General de Estudios Económicos. Posteriormente fue miembro del Grupo de Trabajo sobre Acceso a Mercados y Comercio y Medio Ambiente; y coordinador de Negociaciones y Administración de Acuerdos sobre Obstáculos Técnicos al Comercio, donde participó como especialista y negociador del Perú en diferentes procesos y foros como la Organización Mundial de Comercio (OMC), el Foro de Cooperación Económica Asia Pacífico (APEC), la Asociación Latinoamericana de Integración (ALADI), y la Comunidad Andina (CAN). Fue también funcionario encargado de Asuntos Bilaterales con Asia y Oceanía, siendo jefe del equipo negociador para el Acuerdo de Asociación Transpacífico (TPP).
En el 2013, durante el gobierno de Ollanta Humala, fue nombrado viceministro de Comercio Exterior, cuando la ministra del Mincetur era Magali Silva Velarde-Álvarez.
El 9 de septiembre de 2016, durante el gobierno de Pedro Pablo Kuczynski, fue ratificado como viceministro de Comercio Exterior, siendo entonces el titular del Mincetur Eduardo Ferreyros.

### Ministro de Comercio Exterior y Turismo
El 18 de diciembre de 2018 juró como Ministro de Comercio Exterior y Turismo del gobierno de Martín Vizcarra.